# Australische Cricket-Nationalmannschaft in Neuseeland in der Saison 1997/98
Die Tour der australischen Cricket-Nationalmannschaft nach Neuseeland in der Saison 1997/98 fand vom 8. bis zum 14. Februar 1998 statt. Die internationale Cricket-Tour war Bestandteil der Internationalen Cricket-Saison 1997/98 und umfasste und vier ODIs. Die Serie endete 2–2 unentschieden.

## Vorgeschichte
Die Tour fand eingebettet in der Tour Simbabwes in Neuseeland statt, während Australien zuvor ein Drei-Nationen-Turnier in Australien bestritt.
Das letzte Aufeinandertreffen der beiden Mannschaften bei einer Tour fand in derselben Saison in Australien statt.

## Stadien
Die folgenden Stadien wurden für die Tour als Austragungsort vorgesehen.
| Stadion        | Stadt        | Kapazität | Spiele |
| -------------- | ------------ | --------- | ------ |
| Eden Park      | Auckland     | 50.000    | 4. ODI |
| Lancaster Park | Christchurch | 38.628    | 1. ODI |
| McLean Park    | Napier       | 22.500    | 3. ODI |
| Basin Reserve  | Wellington   | 11.000    | 2. ODI |

## Kaderlisten
Die folgenden Kader wurden von den Mannschaften benannt.
| ODI | ODI |
| Neuseeland | Australien |
| --- | --- |
| - Nathan Astle - Chris Cairns - Simon Doull - Stephen Fleming - Chris Harris - Llorne Howell - Craig McMillan - Dion Nash - Adam Parore - Mark Priest - Shayne O’Connor - Daniel Vettori | - Michael Bevan - Andy Bichel - Adam Dale - Adam Gilchrist - Stuart Law - Darren Lehmann - Tom Moody - Ricky Ponting - Gavin Robertson - Mark Waugh - Steve Waugh - Paul Wilson |

## One-Day Internationals

### Erstes ODI in Christchurch
| 8. Februar Scorecard | Christchurch (AMI) | Neuseeland 212-7 (50)            | – | Australien 215-3 (38.2) |
|                      |                    | Australien gewinnt mit 7 Wickets |   |                         |

### Zweites ODI in Wellington
| 10. Februar Scorecard | Wellington (BR) | Australien 297-6 (50)          | – | Neuseeland 231 (47.3) |
|                       |                 | Australien gewinnt mit 66 Runs |   |                       |

### Drittes ODI in Napier
| 12. Februar Scorecard | Napier | Australien 236 (48.4)            | – | Neuseeland 240-3 (50) |
|                       |        | Neuseeland gewinnt mit 7 Wickets |   |                       |

### Viertes ODI in Auckland
| 14. Februar Scorecard | Auckland | Australien 223-7 (50)          | – | Pakistan 193 (49.1) |
|                       |          | Neuseeland gewinnt mit 30 Runs |   |                     |